# MIT Media Lab
The MIT Media Lab er et interdisciplinært forskningslaboratorium ved Massachusetts Institute of Technology (MIT), der knyttet til projekter om konvergens af teknologi, multimedier, videnskab, kunst og design. Medarbejdere og studerende har baggrunde, der rækker fra elektroingeniører, EDB, sociologi, musik og meget andet. The MIT Media Lab er blev vidt omtalt i offentlighed siden 1990'erne som følge af de mange praktiske opfindelser, der er kommer ud af laboratoriet, herunder inden for områder som trådløse netværk, webbrowsere og internet.
MIT Media Lab blev grundlagt at professor ved MIT professor Nicholas Negroponte og tidligere præsident for MIT Jerome Wiesner og slog dørene i Wiesner building (designet af I.M. Pei) på MIT i 1985.